# آنابل (فیلم ۲۰۱۴)
آنابل (به انگلیسی: Annabelle) یک فیلم ترسناک فراطبیعی آمریکایی محصول ۲۰۱۴ به کارگردانی جان آر. لئونتی، نویسندگی گری دابرمن و تهیه کنندگی پیتر سفرن و جیمز وان است. این فیلم یک پیش‌درآمد برای فیلم احضار از سال ۲۰۱۳ و دومین قسمت از فرانچایز احضار است. این فیلم با الهام از داستان عروسکی به نام آنابل توسط اد و لورین وارن ساخته شده است. در این فیلم آنابل والیس، وارد هورتون و آلفر وودارد به ایفای نقش پرداخته‌اند.
آنابل در ۲۹ سپتامبر ۲۰۱۴ در سالن نمایش چینی گرامن در لس آنجلس نمایش داده شد، و در ۳ اکتبر ۲۰۱۴ توسط برادران وارنر و نیو لاین سینما در ایالات متحده اکران شد. این فیلم اکثراً نقدهای منفی را از منتقدان دریافت کرد و بسیاری احساس می‌کردند که نسبت به نسخهٔ قبلی‌اش در رتبه پایین‌تری قرار دارد. یک فیلم پیش‌درآمد با عنوان آنابل: آفرینش در ۱۱ اوت ۲۰۱۷ و دنباله‌ای بر آن با نام آنابل به خانه می‌آید در ۲۶ ژوئن ۲۰۱۹ منتشر شد.
آنابل با وجود نقدهای منفی عملکرد موفقی در گیشه داشت و با بودجه‌ای ۶٫۵ میلیون دلاری بیش از ۲۵۷ میلیون دلار در سراسر جهان فروش داشت. سه‌گانهٔ آنابل در فهرست ۵۰ فیلم پرفروش ترسناک تمام زمان‌ها رتبه‌های ۳۶، ۲۸ و ۴۹ را به ترتیب تاریخ انتشار در اختیار دارند.

## داستان
جان فرم (وارد هورتون) فکر می‌کند که هدیهٔ مناسبی را برای همسر آینده‌اش، میا (آنابل والیس) پیدا کرده است: یک عروسک قدیمی با لباس سفید زیبا؛ شادی این زوج با این حال زیاد طول نمی‌کشد: یک شب وحشتناک، شیطان‌پرستان به خانهٔ آنها حمله کرده و اقدامات خشونت‌آمیزی را علیه زوج آغاز می‌کنند. هنگامی که فرقه‌ها سعی می‌کنند یک شیطان را احضار کنند و نشان مرموز خونینی را روی دیوار مهد کودک می‌مالند، خون آن روی آنابل، عروسک میا می‌چکد و بدین ترتیب یک شیء زیبا تبدیل به یک وسیلهٔ شیطانی می‌شود.

## بازیگران
- آنابل والیس در نقش میا فرم
- وارد هورتون در نقش جان فرم
- الفری وودارد در نقش اولین
- تونی آمندولا در نقش پدر پرز
- برایان هاو در نقش پیت هیگینز
- اریک لادین در نقش کارآگاه کلارکین
- ایوار بروگر در نقش دکتر برگر
- گابریل بیتمن در نقش رابرت
- شیلو نلسون در نقش نانسی
- جف وهنر در نقش همسایه
- تری اوتول در نقش آنابل «جانیس» هیگینز
  - کایرا دنیلز در نقش آنابل هیگینز ۷ ساله
- جوزف بیشارا در نقش شیطان

## پیش‌درآمد
فلمن در اکتبر ۲۰۱۴ به واشینگتن پست گفت که استودیو در حال بررسی سریالی بر اساس این فیلم است که دنبالهٔ آن در حال ساخت است. در اکتبر ۲۰۱۵ گزارش شد که گری دابرمن برای نوشتن فیلمنامه بازخواهد گشت. برادران وارنر در ۲۲ مارس ۲۰۱۶ این فیلم را برای اکران در ۱۹ مه ۲۰۱۷، با دیوید اف. سندبرگ کارگردان فیلم در تاریکی، برنامه‌ریزی کرد.
در ژوئن ۲۰۱۶، میراندا اتو و استفانی سیگمن برای بازی در پیش‌درآمد انتخاب شدند. داستان دربارهٔ یک عروسک‌ساز و همسرش (اتو) است که دخترش به طرز غم‌انگیزی می‌میرد. آنها دوازده سال بعد تصمیم می‌گیرند خانهٔ خود را به روی یک راهبه (سیگمن) و چند دختر از یک یتیم خانه دربسته باز کنند. هنگامی که آنابل، مخلوق تسخیرشدهٔ عروسک‌ساز، کودکان را مورد توجه قرار می‌دهد، پناهگاه آنها با طوفانی از وحشت روبرو می‌شود.

## دنباله
در آوریل ۲۰۱۸، برادران وارنر ۳ ژوئیه ۲۰۱۹ را به عنوان تاریخ اکران یک فیلم جدید هنوز بدون عنوان در فرانچایز احضار اعلام کرد. بعداً در همان ماه، اعلام شد که این فیلم سومین فیلم آنابل خواهد بود و گری دابرمن در اولین کارگردانی خود برای نویسندگی و کارگردانی قرارداد امضا کرد. جیمز وان و پیتر سافران این پروژه را به صورت مشترک تهیه خواهند کرد. عنوان فیلم، آنابل به خانه می‌آید، در مارس ۲۰۱۹ فاش شد. در مه ۲۰۱۹، تاریخ اکران فیلم به ۲۶ ژوئن ۲۰۱۹ تغییر یافت.